# Moldaviens riksvapen
Moldaviens riksvapen består av en stiliserad örn med ett kors i näbben, samt en spira och kvist i klorna. Vapnet ingår också i Rumäniens riksvapen.
Över örnens bröst ligger en sköld med Moldaviens traditionella symboler: en uroxe med en sol mellan hornen, två spetsrutor, en blomma med fem kronblad och en halvmåne. Sköldens motiv är i de tre traditionella färgerna rött, gult och blått. Statsvapnet förekommer i mitten av Moldaviens flagga.

## Jämför med
- Rumäniens riksvapen